# Eric Peterson
Eric Peterson (ur. 14 maja 1964) – amerykański muzyk, kompozytor i instrumentalista, gitarzysta. Peterson znany jest z wieloletnich występów w grupie muzycznej Testament oraz Dragonlord, współpracował ponadto z grupą Old Man’s Child.
W 2004 roku muzyk wraz z Alexem Skolnickiem został sklasyfikowany na 55. miejscu listy 100 najlepszych gitarzystów heavymetalowych wszech czasów według magazynu Guitar World.

## Instrumentarium
| - Dean Guitars Eric Peterson Soul Z w/EMGs - Dean Guitars Eric Peterson Old Skull V w/Case - Dean Guitars Eric Peterson Old Skull V – CWH - Dean Guitars Eric Peterson Hunter V - Dean Michael Schenker V - Dean Time Capsule (Dimarzio Super Distortion Zebras) - Dean Cadillac (Seymour Duncan '59 (sh-1n neck) & jazz (sh-2 middle), jb (sh-4 bridge)) - Gibson Flying V - Gibson Les Paul (black with gold hardware) - Eric has been using Dean guitars since 1997 - EVH 5150 III Amplifier Heads - Marshall JVM210H amplifier head |  | - Mesa Triple Rectifier - Mesa 4x12 Recto Cabinets loaded with Celestion vintage 30s - EVH III Cabinets - Dunlop Dimebag Cry Baby from Hell Wah - Boss TU-2 Tuner - MXR EVH Flanger - MXR Stereo Chorus - Monster Cable - TC Electronic Nova Delay - DR strings - Dunlop Purple & Green sharp picks |

## Filmografia
- Get Thrashed (2006, film dokumentalny, reżyseria: Rick Ernst)[5]